# Kovero (sjö i Juga, Norra Karelen)
Kovero är en sjö i kommunen Juga i landskapet Norra Karelen i Finland. Sjön ligger 155,6 meter över havet. Den är 30,22 meter djup. Arean är 65 hektar och strandlinjen är 7,18 kilometer lång. Sjön  ingår i Vuoksens huvudavrinningsområde.   Den ligger omkring 61 kilometer norr om Joensuu och omkring 400 kilometer nordöst om Helsingfors. 